# Musée de l'Œuvre (Rouen)
Le musée de l'Œuvre est un projet muséal à Rouen consacré au trésor de la cathédrale.

## Le projet
Ce projet muséal qui prendrait place dans les anciens bâtiments du chapitre (maison du Four, maison de l'Œuvre, bâtiment des Libraires et salle du chapitre) a pour but à terme de présenter le trésor de la cathédrale (objets liturgiques, tapisseries) mais servirait également de musée lapidaire.
La maison du Four du chapitre, qui avait disparu au cours des bombardements de la Seconde Guerre mondiale et dont il ne restait qu'une façade en pierre côté rue Saint-Romain, a été reconstruite. La restauration des quatre bâtiments s'élève à 2 800 000 € financés par le ministère de la Culture et de la Communication. La réalisation du musée devrait représenter une enveloppe de 8 000 000 €.
Sa création permettra de rendre accessible au public les jardins bas de l'espace du cloître.